# Cock Sparrer
Cock Sparrer es una banda británica de punk rock y Oi! nacida en el año 1972 en el este de Londres.
Como era común entre algunas de las primeras bandas de Punk rock inglesas, su sonido esta fuertemente influenciado por el Glam rock y el Pub Rock.

## Miembros

### Composición clásica
- Colin McFaull - voz
- Mickey Beaufoy - guitarra
- Steve Burgess - bajo
- Steve Bruce - batería

### Otros miembros
- Garrie Lammin - guitarra rítmica (1978)
- Shug O'Neill - guitarra (1983 - 1984)
- Chris Skepis - guitarra rítmica (1983 - 1984)
- Daryl Smith - guitarra rítmica (1992 - )

## Discografía

### Álbumesde estudio
| Año  | Título              | Discográfica | Comentario                                         |
| ---- | ------------------- | ------------ | -------------------------------------------------- |
| 1982 | Shock Troops        | Carrere      | Reeditado en 1991 incluyendo England belongs to me |
| 1984 | Running Riot in '84 | Syndicate    | Reeditado en 1988 como Running Riot 1988           |
| 1987 | True Grit           | Razor        |                                                    |
| 1994 | Guilty as Charged   | Bitzcore     |                                                    |
| 1997 | Two Monkeys         | Bitzcore     |                                                    |
| 2007 | Here We Stand       |              |                                                    |
| 2017 | Forever             |              |                                                    |

### EP
| Año  | Título   | Discográfica |
| ---- | -------- | ------------ |
| 1995 | Run away | Bitzcore     |

### Directos y recopilaciones
| Año  | Título                     | Discográfica          | Comentarios                                                   |
| ---- | -------------------------- | --------------------- | ------------------------------------------------------------- |
| 1987 | Live and loud              | Link                  | Directo                                                       |
| 2000 | Bloody minded              | Dr Strange / Bitzcore | Recopilación: algunas canciones en directo y otras en estudio |
| 2010 | Back in San Francisco 2009 |                       |                                                               |

### Sencillos
| Año  | Título                             | Discográfica |
| ---- | ---------------------------------- | ------------ |
| 1977 | Running riot / Sister Suzie        | Decca        |
| 1977 | We love you / Chip on my shoulder  | Decca        |
| 1982 | England belongs to me / Argy Bargy | Carrere      |